# Замок Лейнстоун
Замок Лейнстоун (англ. Lanestown Castle, Lanistown Castle, Laudestown Castle) — замок Леністоун, Лаудстоун — один із замків Ірландії, розташований у графстві Дублін.
Замок являє собою вежу XV століття, що стоїть у лісистій місцевості, на території вотчини Ньюбрідж-хаус на землях Донабейт. Вежа була частиною системи замків, які були побудовані на кошти королів Англії, що видавали £ 10 кожному будівничому замків навколо Пейлу — англійської колонії в Ірландії, що була на території нинішнього графства Дублін. Ці кошти королі Англії почали видавати починаючи з 1429 року.
Замок досить непогано зберігся. Це один із трьох найкраще збережених замків на півострові Донабейт. Історичні документи говорять, що замок був заселений до 1700 року, потім він став непридатний для житла і використовувався як хлів. Судячи по всьому замок мав ще додаткові будівлі крім основної вежі, але вони не збереглися. Основний вхід у замок був у північній стіні. На західній стіні є вторинні двері, що були зроблені пізніше.
Замок Лейнстоун розташований недалеко від споруди Ньюбрідж-хаус (замок Донабейт), що відкрита для відвідування туристами. Але якщо Ньюбрідж-хаус доглянутий і впорядкований, то замок Лейнстоун закинутий і продовжує руйнуватися. Про нього мало хто знає і туристи його не відвідують.